# Edwin Lanfranco
Edwin Lanfranco (n. 1946) es un profesor botánico, curador, fitogeógrafo maltés. Desde 1980 es profesor ordinario de Botánica Sistemática, en el Departamento de Biología, en la Universidad de Malta.

## Algunas publicaciones

### Libros
- edwin Lanfranco, guido g. Lanfranco. 2003. Il-flora Maltija. Volumen 47 de Kullana kulturali. Ed. Pubblikazzjonijiet Indipendenza. 166 pp. ISBN 9993241385
- joe Sultana, edwin Lanfranco. 2002. Wildlife of the Maltese Islands. Ed. Birdlife. 336 pp. ISBN 9999014666
- alfred e. Baldacchino, edwin Lanfranco, patrick j. Schembri. 1990. Discovering nature in the Maltese Islands. Ed. Merlin Library. 104 pp.
- salvatore Brullo, edwin Lanfranco, pietro Pavone. 1982. 'Allium lojaconoi' sp. nov. e sue affinità con 'Allium parciflorum' Viv. Volumen 1980, Parte 1 de Pubblicazioni. Ed. Istituto di botanica dell'Università di Catania. 306 pp.
- 1976. Report on the present situation of the Maltese flora. 11 pp.
- 1969. Sliema. Ed. Malta: National Press. 24 pp.

## Honores

### Epónimos
- (Chenopodiaceae) Atriplex lanfrancoi (Brullo & Pavone) G.Kadereit & Sukhor.[1]
- (Chenopodiaceae) Cremnophyton lanfrancoi  Brullo & Pavone[2]

- La abreviatura «Lanfr.» se emplea para indicar a Edwin Lanfranco como autoridad en la descripción y clasificación científica de los vegetales.[3]